# Stapelmarkt
Ein Stapelmarkt war ein Platz, an dem im Mittelalter und der frühen Neuzeit Waren aus allen möglichen Regionen angeliefert und bis zum Verkauf zum Teil längere Zeit gelagert wurden. Der Stapelmarkt diente der kontinuierlichen Bevorratung einer Region und erlaubte es den Händlern, Preisschwankungen zu nutzen bzw. auszugleichen. Sein Funktionieren setzte ein entsprechend großes Hinterland bzw. effektive Absatzwege voraus. Händler aus verschiedenen Ländern genossen auf bestimmten Stapelmärkten Privilegien und konnten Niederlassungen errichten.
Zugleich dienten die Stapelmärkte der Zollkontrolle und -erhebung. Typische Stapelprodukte waren Getreide, Wein, Wolle, Holz, Vieh und später exotische Importwaren.
Bedeutende Stapelmärkte und Handelszentren des Fern- und Überseehandels im 14./15. Jahrhundert waren Brügge, Dordrecht, Venedig und Genua, im 16. Jahrhundert Antwerpen und im 17. Jahrhundert Amsterdam (damals der wohl bedeutendste Stapelmarkt der Welt) und Batavia. In England gibt es die häufigen Ortsnamen Stapleton oder Stapleford.
Im frühen 18. Jahrhundert ging mit dem Ende des Gouden Eeuw und dem Rückzug des Handelskapitals in den Finanzsektor die Bedeutung der westeuropäischen Stapelmärkte (vor allem des Amsterdamer Marktes) zurück, auch weil neue Methoden der Preisbildung zum Einsatz kamen und die englische und französische Konkurrenz mehr Häfen flexibler bedienen konnte.